# Chicago Public Library
Pour les articles homonymes, voir CPL.
La bibliothèque publique de Chicago (en anglais : Chicago Public Library ; connue sous le sigle « CPL ») est le plus grand système de bibliothèques publiques de la ville de Chicago, dans l'État de l'Illinois, aux États-Unis. Avec pas moins de 10 745 608 volumes, il constitue le plus grand réseau de bibliothèques de la région du Midwest et l'un des plus grands systèmes de bibliothèques publiques des États-Unis derrière la Bibliothèque du Congrès, la New York Public Library (NYPL) et la Bibliothèque publique de Boston,. 
La Chicago Public Library se compose de 79 bibliothèques municipales (Municipal libraries) réparties à travers tout le territoire de la ville. Elle inclut également la bibliothèque centrale et deux grandes bibliothèques régionales. La CPL est administrée par la ville de Chicago.

## Histoire

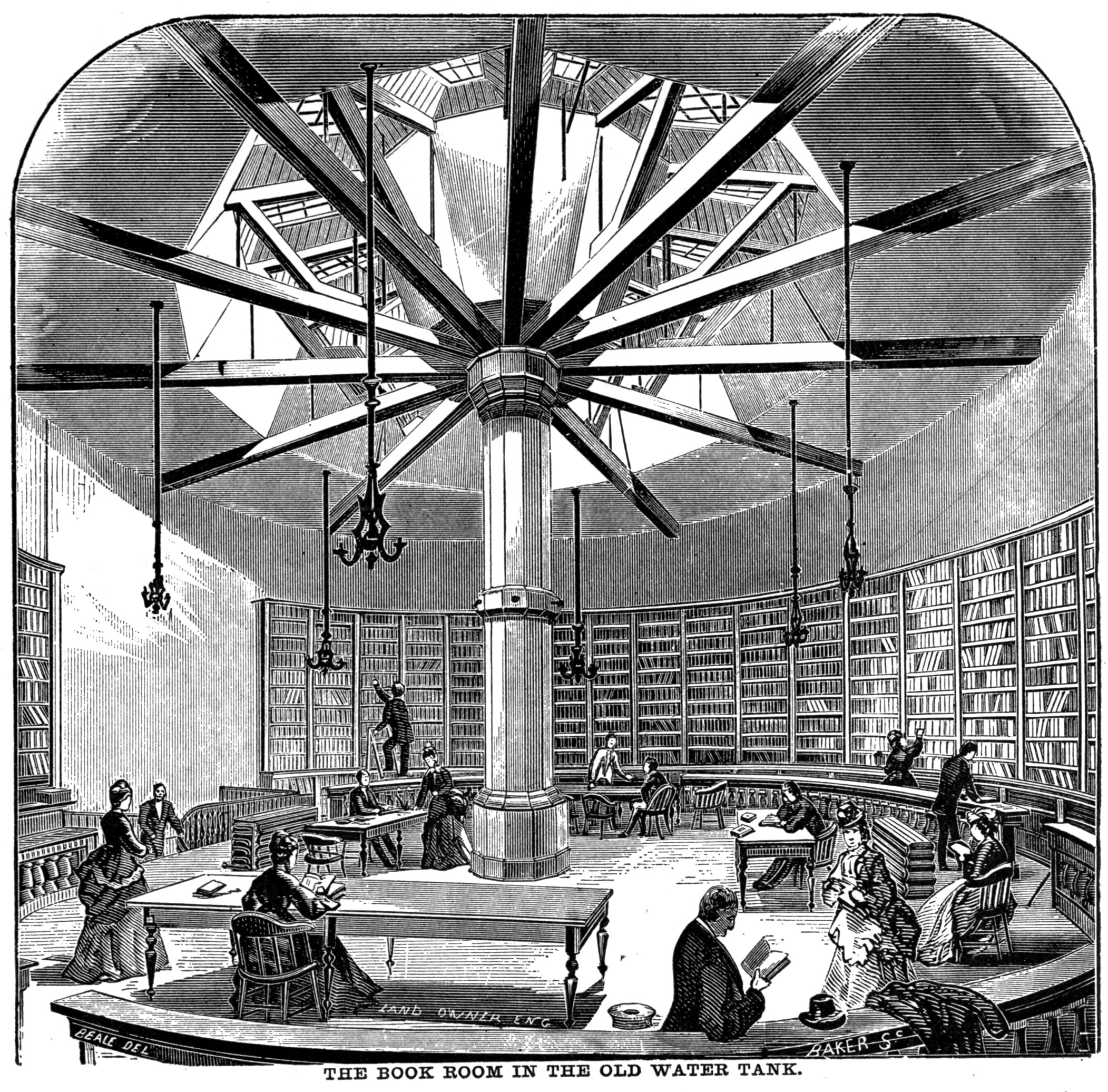
Première bibliothèque municipale à ouvrir ses portes en 1873 à la suite du Grand incendie de Chicago. Son emplacement abrite depuis 1888 le Rookery Building.

Au lendemain du Grand incendie de Chicago qui eut lieu en octobre 1871, le londonien A. H. Burgess a, avec l'aide de Thomas Hughes, établit ce qu'on pourrait appeler le « Don de livres », dans lequel il proposait à l'Angleterre de fournir une bibliothèque gratuite pour la ville incendiée. Après avoir fait des demandes de dons à travers la société anglaise, de généreux donateurs ont rapporté 8 000 livres. Les donateurs privés incluent la reine Victoria, Benjamin Disraeli, Alfred Tennyson, Robert Browning, John Stuart Mill, John Ruskin, et Matthew Arnold.
À Chicago, les autorités municipales ont fait une pétition pour que le maire de la ville Joseph Medill puisse tenir une réunion pour la création d'une nouvelle bibliothèque. La réunion a abouti à la Loi de 1872 sur les bibliothèques dans l'État de l'Illinois. Cette loi indique que c'est l'État qui prend en charge les impôts des bibliothèques. En avril 1872, le conseil municipal de Chicago adopta une ordonnance instituant la « Chicago Public Library », et le 1er janvier 1873, la Bibliothèque publique de Chicago ouvra officiellement ses portes dans un réservoir d'eau abandonné entre LaSalle Street et Adams Street. La collection comprenait 3 157 volumes. Le réservoir d'eau faisait 18 m de diamètre et 6,4 m de hauteur sur une base de 9,1 m. Un immeuble de bureaux de deux étages fut construit.
Le 24 octobre 1873, William Frederick Poole a été élu premier chef bibliothécaire par le Conseil d'administration de la bibliothèque. Poole s'est principalement consacré au cours de son mandat sur l'augmentation du nombre de livres. En 1874, les services de la circulation ont commencé avec 13 000 sur 17 533 disponibles pour les prêts. La bibliothèque en propose de plus en plus au cours de ses 24 premières années. Elle a élu domicile pendant onze ans au quatrième étage de l'hôtel de ville de Chicago. En 1887, Poole démissionne pour organiser la Newberry Library à Chicago.
Le 15 octobre 1887, Frederick H. Hild a été élu second chef de la Bibliothèque publique de Chicago. Dix ans plus tard, la Bibliothèque centrale a été ouverte. Conçue par le cabinet de Boston Shepley, Rutan and Coolidge dans le même style académique classique que pour l'Art Institute of Chicago (Institut d'art de Chicago), elle était située sur Michigan Avenue, entre Washington street et Randolph street sur un terrain donné par l'Armée de la République. En échange du terrain offert pour sa construction, la Bibliothèque a conservé une collection sur la guerre civile. La bibliothèque restera sur ce site pendant les 96 années suivantes avant de devenir ce qui est maintenant le Chicago Cultural Center.

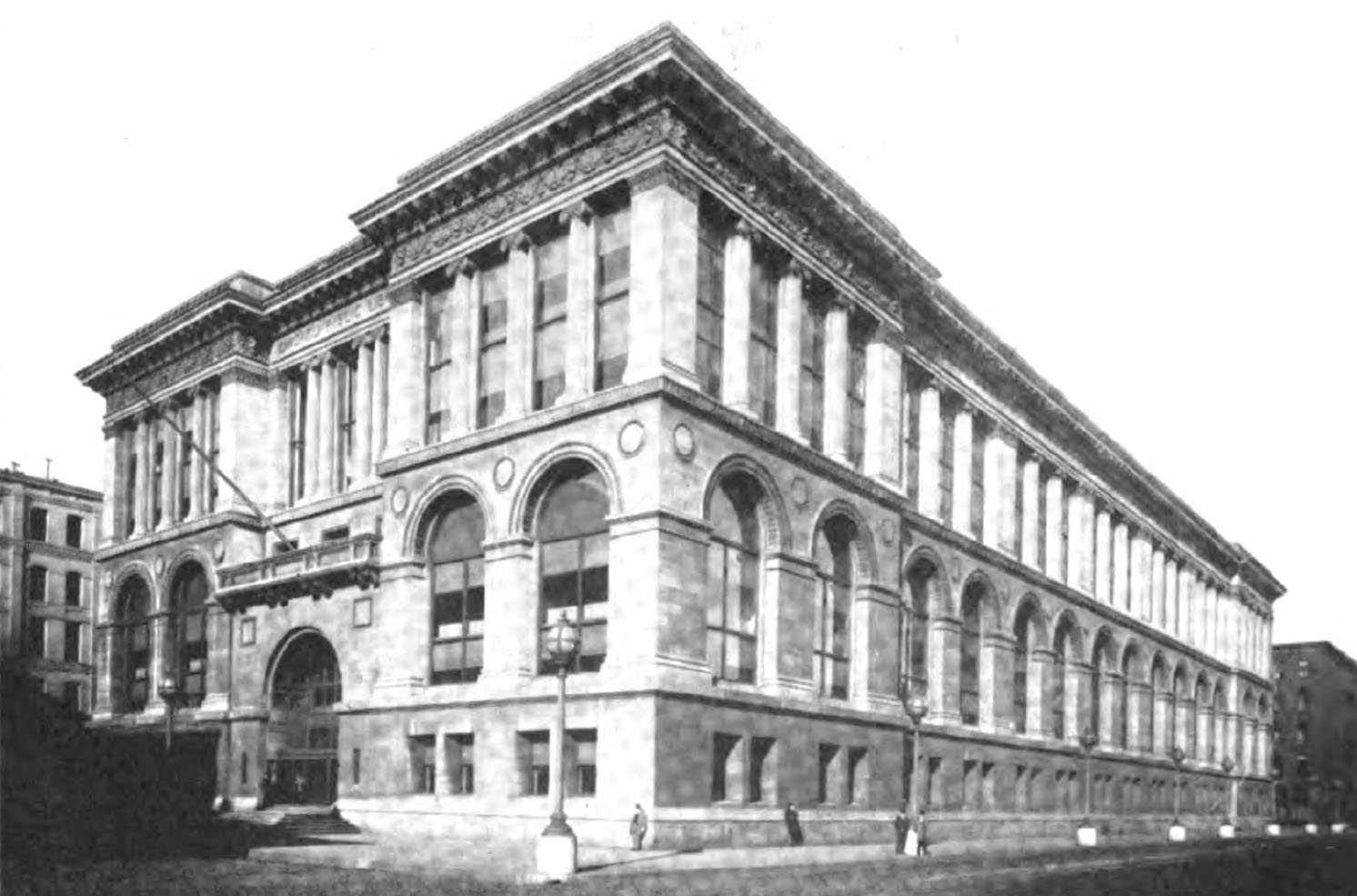
Inaugurée en 1897, la Chicago Central Library devient la principale bibliothèque centrale de Chicago jusqu'en 1977. Le bâtiment abrite aujourd'hui le Chicago Cultural Center.

Le 11 octobre 1909, Henry E. Legler a assumé la direction de la Bibliothèque publique de Chicago. Auparavant membre du parti Progressiste du Wisconsin, Legler était connu en tant que défenseur de l'expansion des services de bibliothèque et de l'implantation de ces dernières. En 1916, Legler a présenté son « Plan Bibliothèque pour toute la ville » (Library Plan for the Whole City). Un jalon dans l'histoire des bibliothèques, le plan prévoyait un vaste réseau de succursales de bibliothèque réparties à travers tout le territoire de la ville de Chicago. L'objectif du plan étant de donner la possibilité à chaque habitant de Chicago d'avoir accès à une bibliothèque à proximité de leur domicile. En 1918, Legler a été remplacé par son assistant Carl B. Roden (en), qui occupera le poste de bibliothécaire en chef jusqu'en 1950. Roden a été remplacé en 1951 par la bibliothécaire en chef Gertrude E. Gscheidle. Pendant son mandat, elle a élargi ses services dans les quartiers de la ville en modernisant ses services de bibliobus. Dans les années 1960 plusieurs nouvelles succursales de quartier ont été construites.
Inaugurée en 1975, la Carter G. Woodson Regional Library fut appelée en l'honneur de Carter Woodson, fondateur de l'Association for the Study of African American Life and History. D'une superficie de 5 800 m2, la bibliothèque dispose d'une collection de Vivian Harsh, une des plus grandes archivistiques afro-américaines du Midwest,.
En 1974, le Conseil d'administration a autorisé des travaux de rénovation de la bibliothèque centrale de Chicago (actuel Chicago Cultural Center) pour 11 millions de dollars. Bien que la restauration de la bibliothèque centrale d'origine s'est avérée être un grand succès, les collections entreposées à l'extérieur sont restées dans l'ancienne bibliothèque.
Le conseil de rédaction du Chicago Sun-Times et Cindy Pritzker, alors président de la Commission de la bibliothèque, ont lancé une campagne populaire pour l'agrandissement de la bibliothèque centrale. Ces derniers souhaitaient que la bibliothèque soit munie d'une pièce consacrée à l'art. Le 29 juillet 1987, le maire de Chicago Harold Washington et le conseil municipal ont autorisé un concours de restructuration et d'agrandissement de la bibliothèque. Les travaux ont duré un an et demi pour un coût de 144 millions de dollars et ont été investis dans ce projet.
Constituée aujourd'hui de 79 branches à travers toute la ville de Chicago, la Chicago Public Library est l'un des plus grands systèmes de bibliothèques publiques aux États-Unis après la Bibliothèque du Congrès, la New York Public Library (NYPL) et la Bibliothèque publique de Boston (Boston Public Library ; BPL). Située sur State Street, la bibliothèque centrale de Chicago (Harold Washington Library), a ouvert au public en 1991. Elle fut la plus grande bibliothèque municipale du monde au moment de son ouverture. Elle est accessible par les lignes brune, orange, mauve et rose du métro de Chicago.

## Services courants

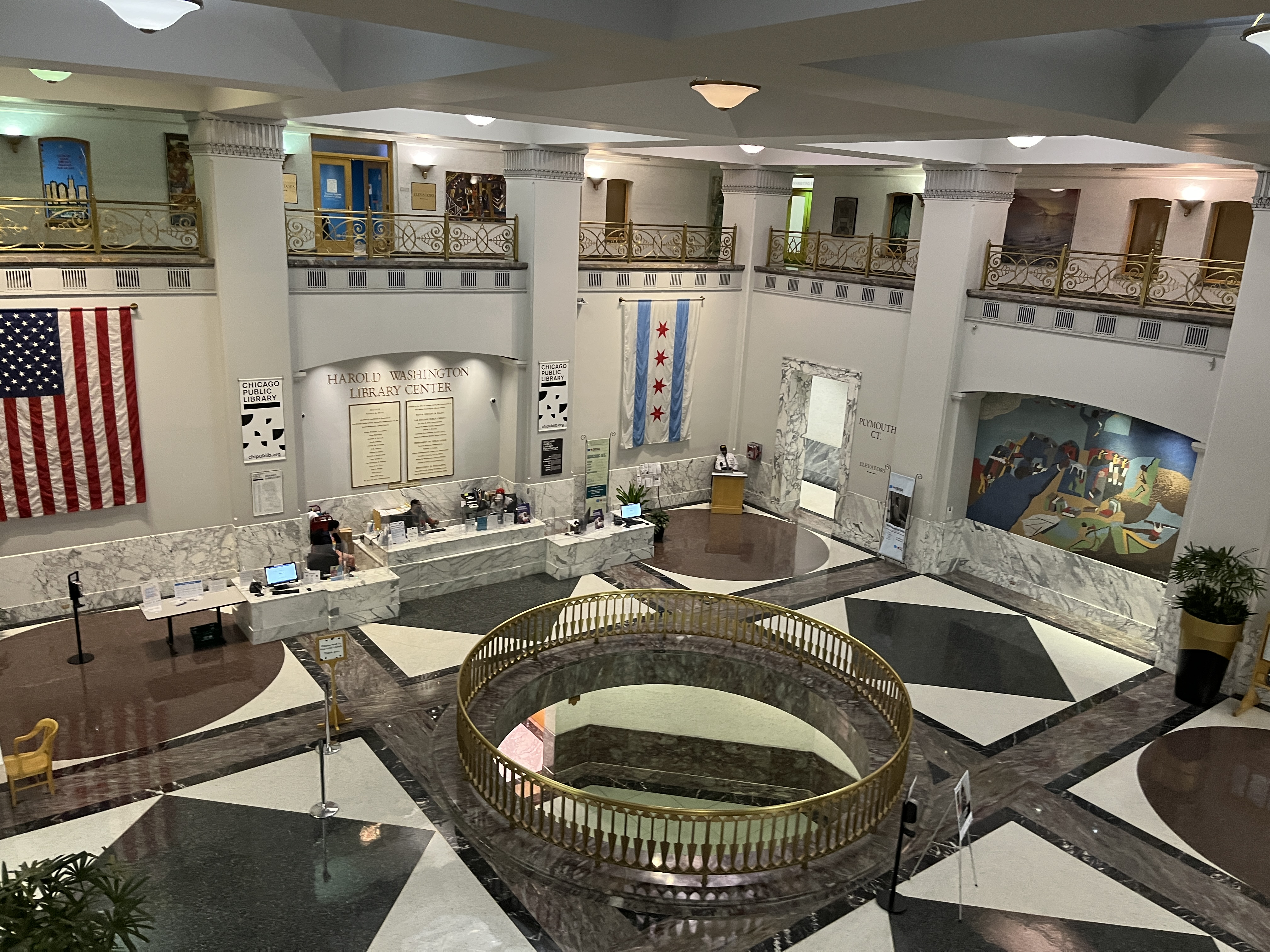
Le lobby de la Harold Washington Library, vu depuis le deuxième niveau.

Les missions de la Chicago Public Library (CPL) sont de fournir du matériel de lecture pour une utilisation pratique, permettre la circulation de matériel de lecture, offrir un service visant à aider à fournir aux utilisateurs du matériel de bibliothèque, et de mettre à disposition du matériel audiovisuel éducatif et récréatif.
En 1994, la Chicago Public Library est présidée par la commissaire Mary A. Dempsey qui a été nommée par le maire de Chicago Richard M. Daley. Dempsey a lancé un vaste projet de reconstruction, de remplacement et de réhabilitation d'une grande majorité des bibliothèques de quartier de la Chicago Public Library. Au cours des années 2000, bon nombre de succursales modernes avec des services plus complets ont été créées ex nihilo en remplacement de bibliothèques vétustes. D'autres succursales ont été construites dans plusieurs quartiers de la ville qui n'étaient pas desservis par une bibliothèque publique.
Certains des programmes gratuits de la Chicago Public Library offrent à ses clients différents programmes comme le One Book One de Chicago, le programme de lecture d'été, le programme de lecture d'été pour adultes. La bibliothèque offre également un service d'aide aux devoirs gratuit tous les jours afin de servir les étudiants en difficulté après l'école.
La Chicago Public Library offre une série de conférences gratuites portant sur différents sujets, notamment : droit à la Bibliothèque (une série de conférences mensuelles gratuites qui offrent aux participants l'occasion de parler avec un professionnel du droit sur différents sujets juridiques) et Smart Money (une série de programmes d'éducation financière).
La Chicago Public Library donne accès à un large choix de bases de données, dont la plupart sont également disponibles pour une utilisation à la maison ou tout autre endroit à distance avec une carte abonnement de la Chicago Public Library.
En juin 2013, la Chicago Public Library a annoncé une subvention d'un million de dollars de la Fondation Bill-et-Melinda-Gates pour établir un partenariat entre les bibliothèques publiques de Chicago et le système de bibliothèques publiques d'Aarhus, au Danemark. Le même mois, la bibliothèque a ouvert son laboratoire d'innovation, mettant en vedette un Maker Lab avec un logiciel 3D, une fraiseuse, des découpeuses laser et des imprimantes 3D. L'espace a connu un grand succès en offrant un accès gratuit à la technologie de fabrication la plus récente et a reçu le prix Innovateur social des Innovations de Chicago en octobre 2013.
Depuis 2021, la CPL est présidée par Chris Brown et compte 958 employés.

## Liste des bibliothèques
Ci-dessous se dresse une liste des bibliothèques publiques gérées par la CPL :

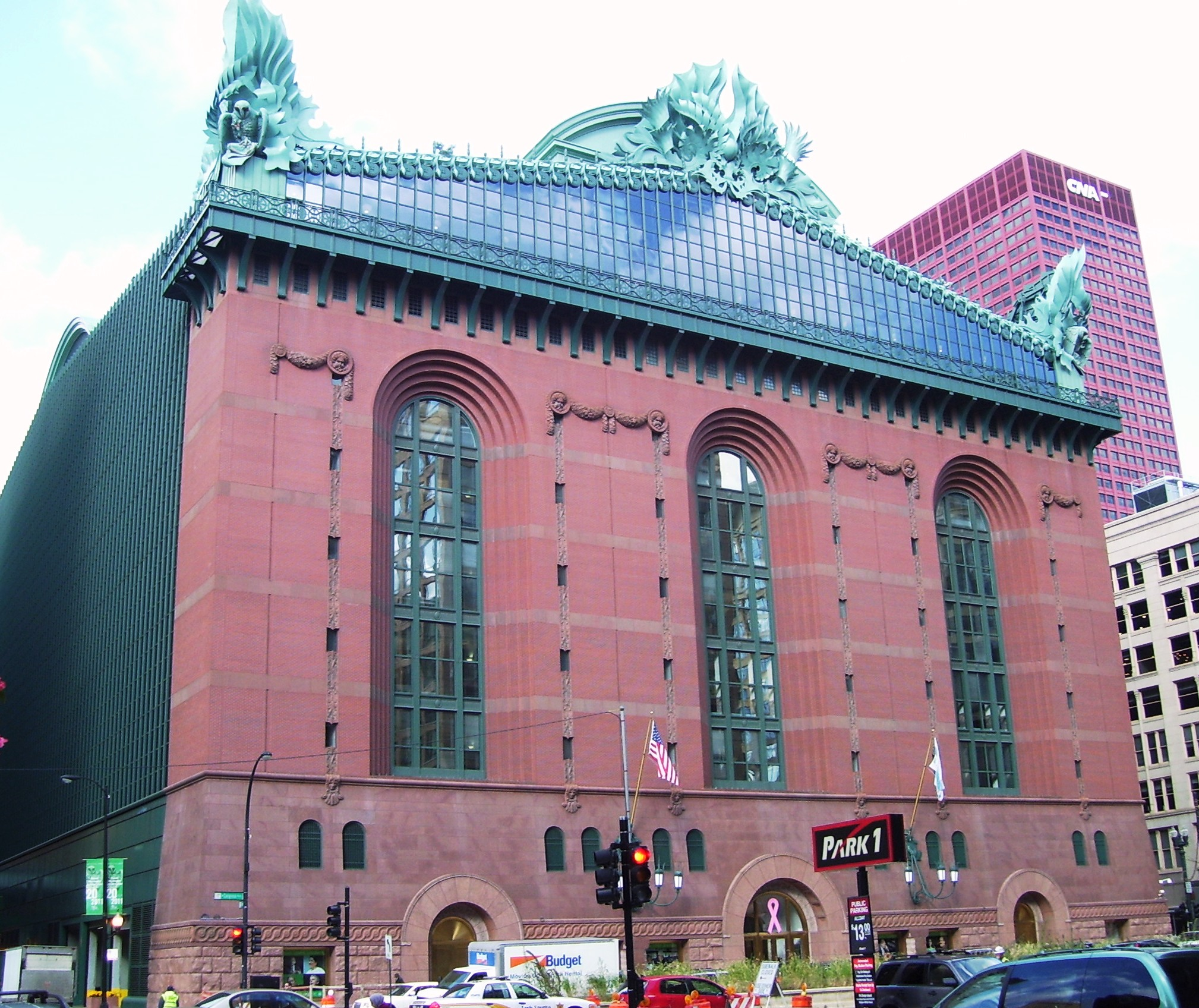
La Harold Washington Library.

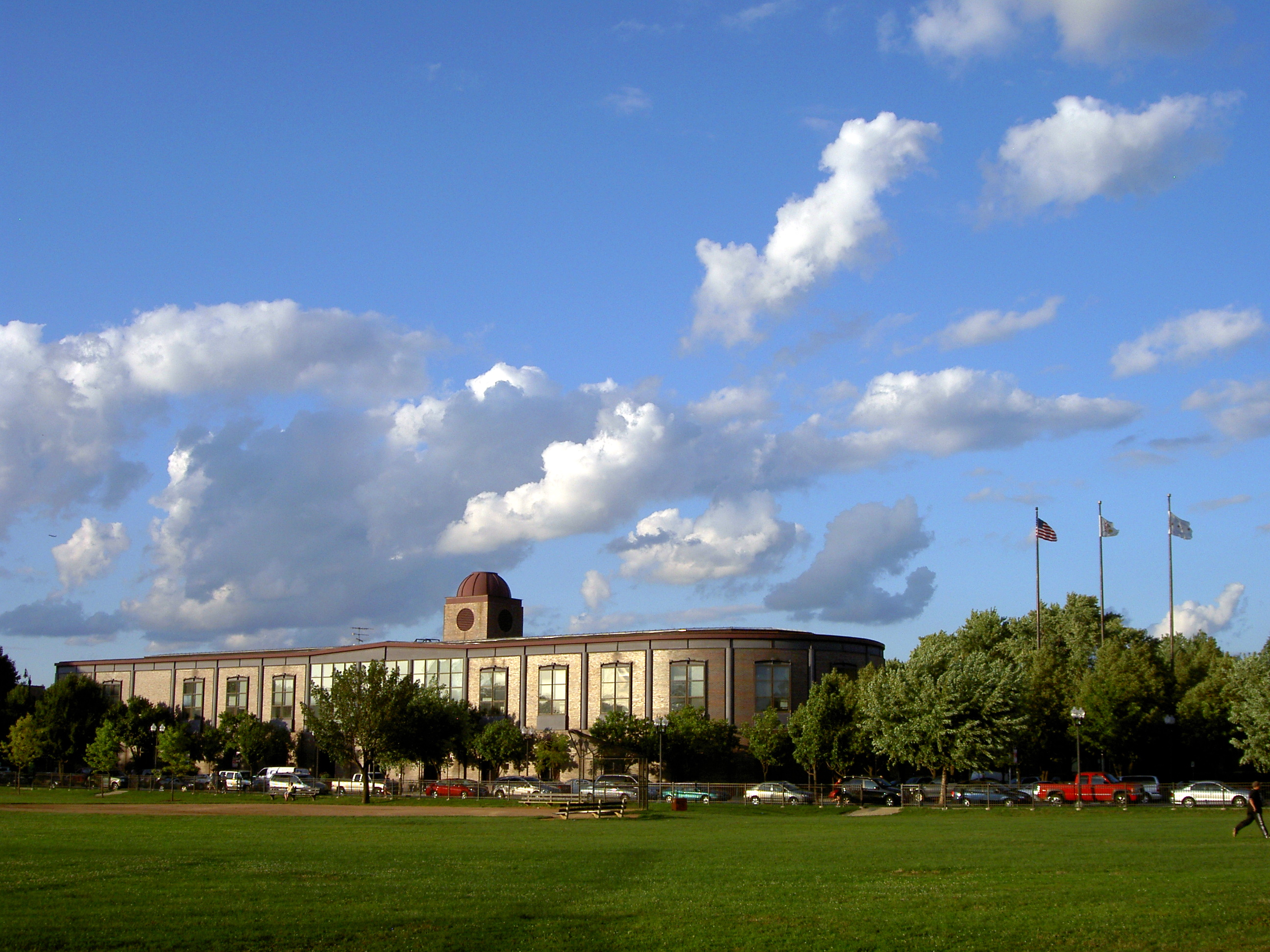
La Conrad Sulzer Regional Library.

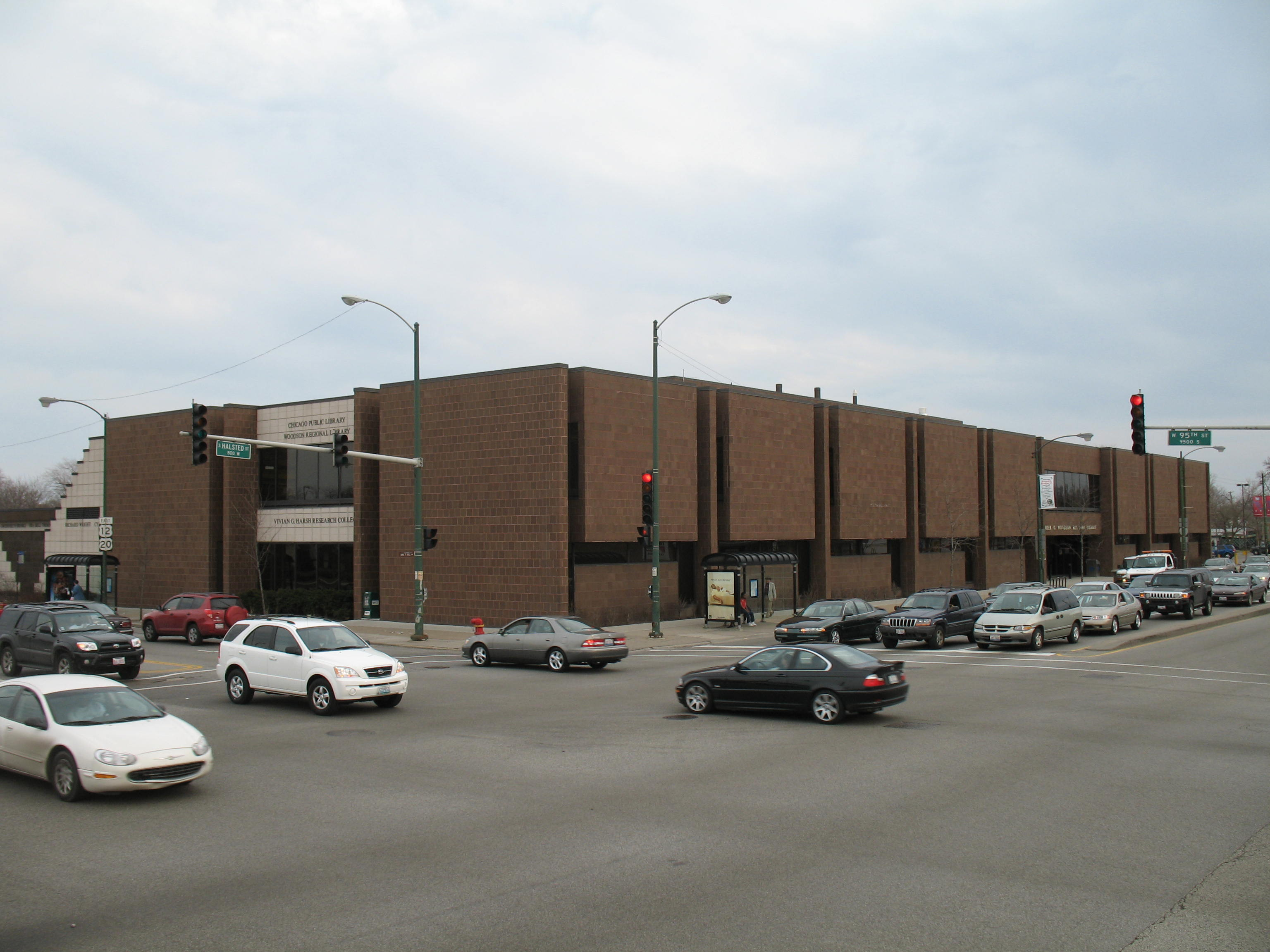
La Carter G. Woodson Regional Library.

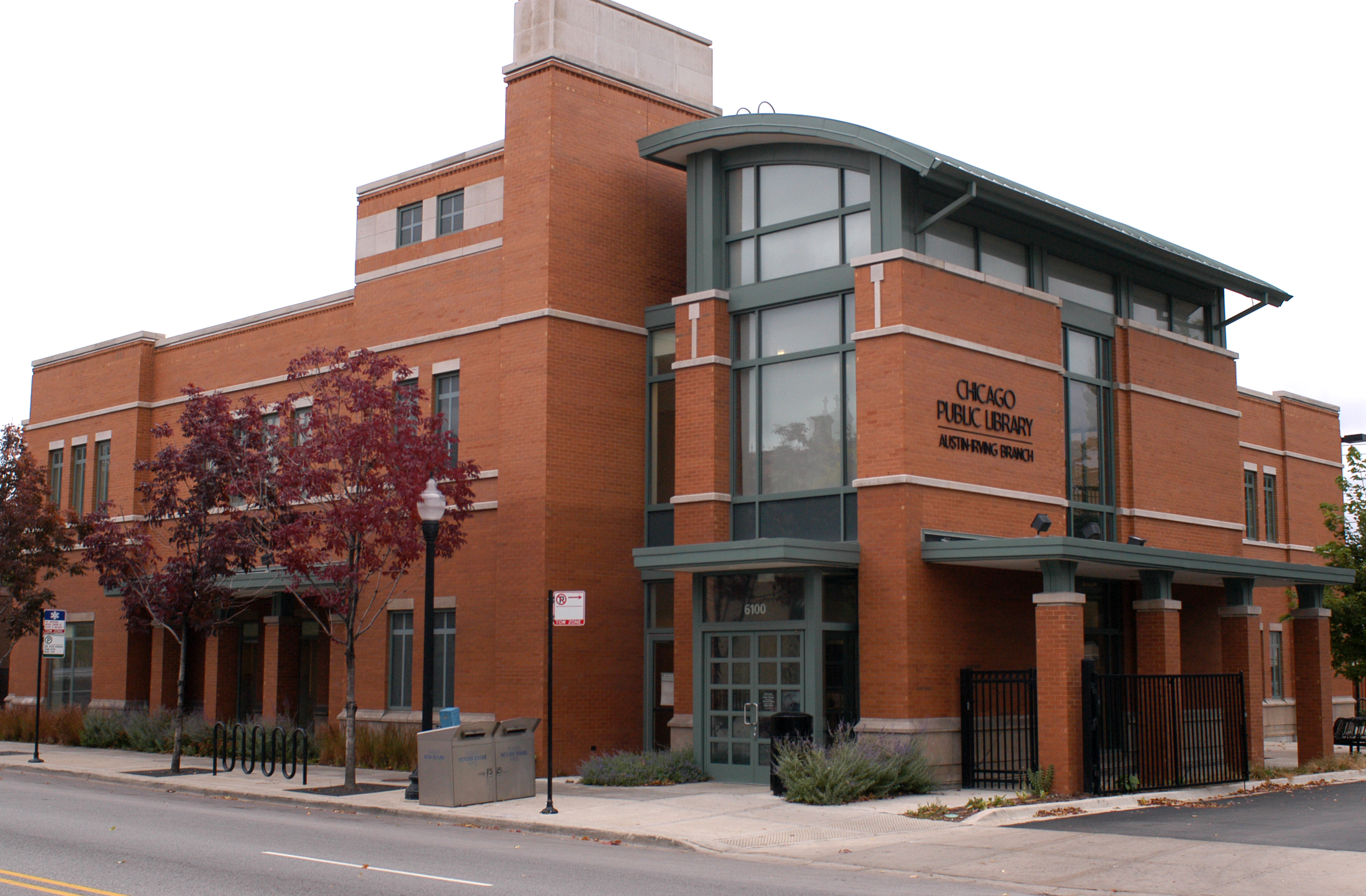
La Austin-Irving Library.

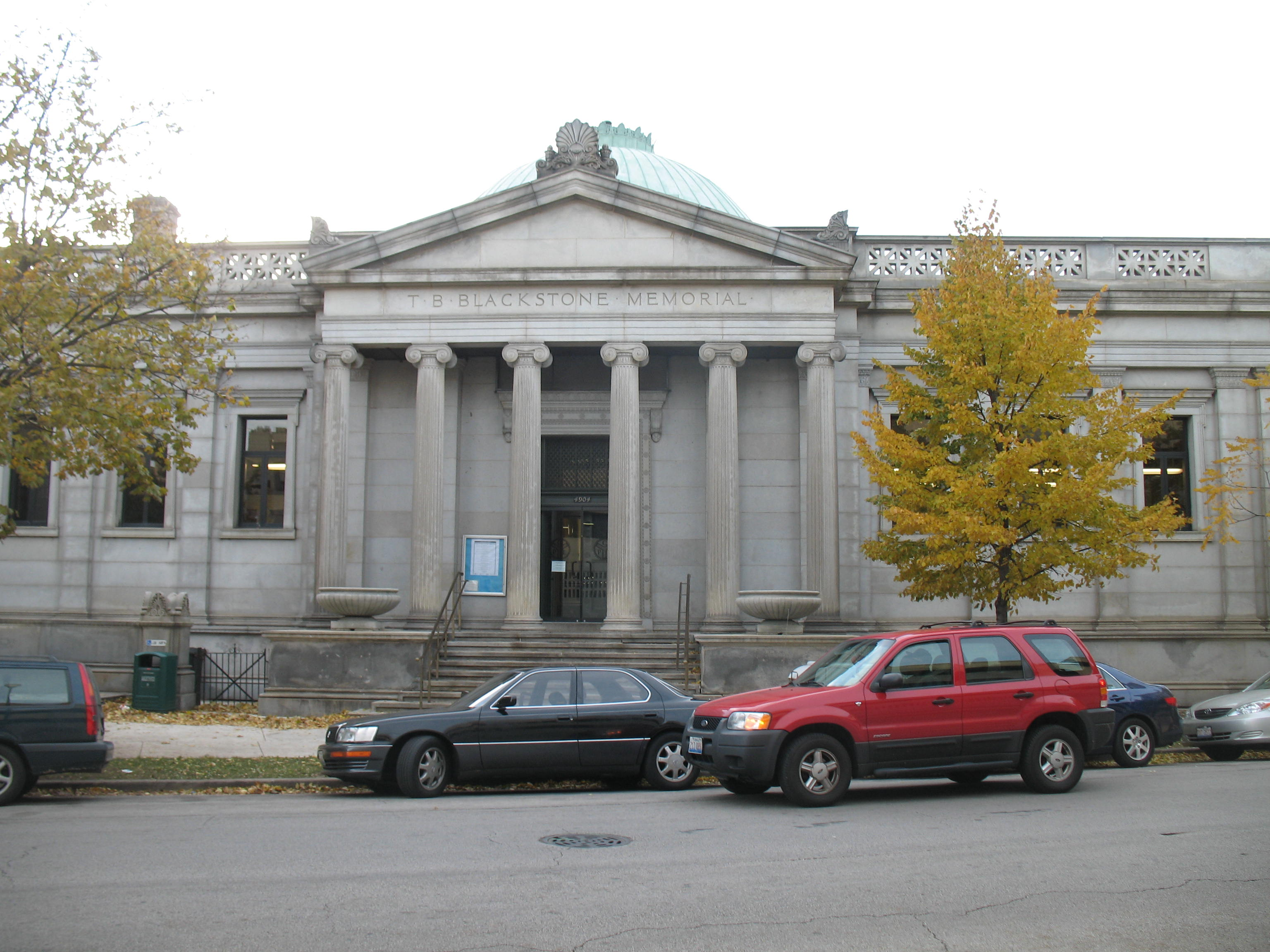
La Blackstone Library.

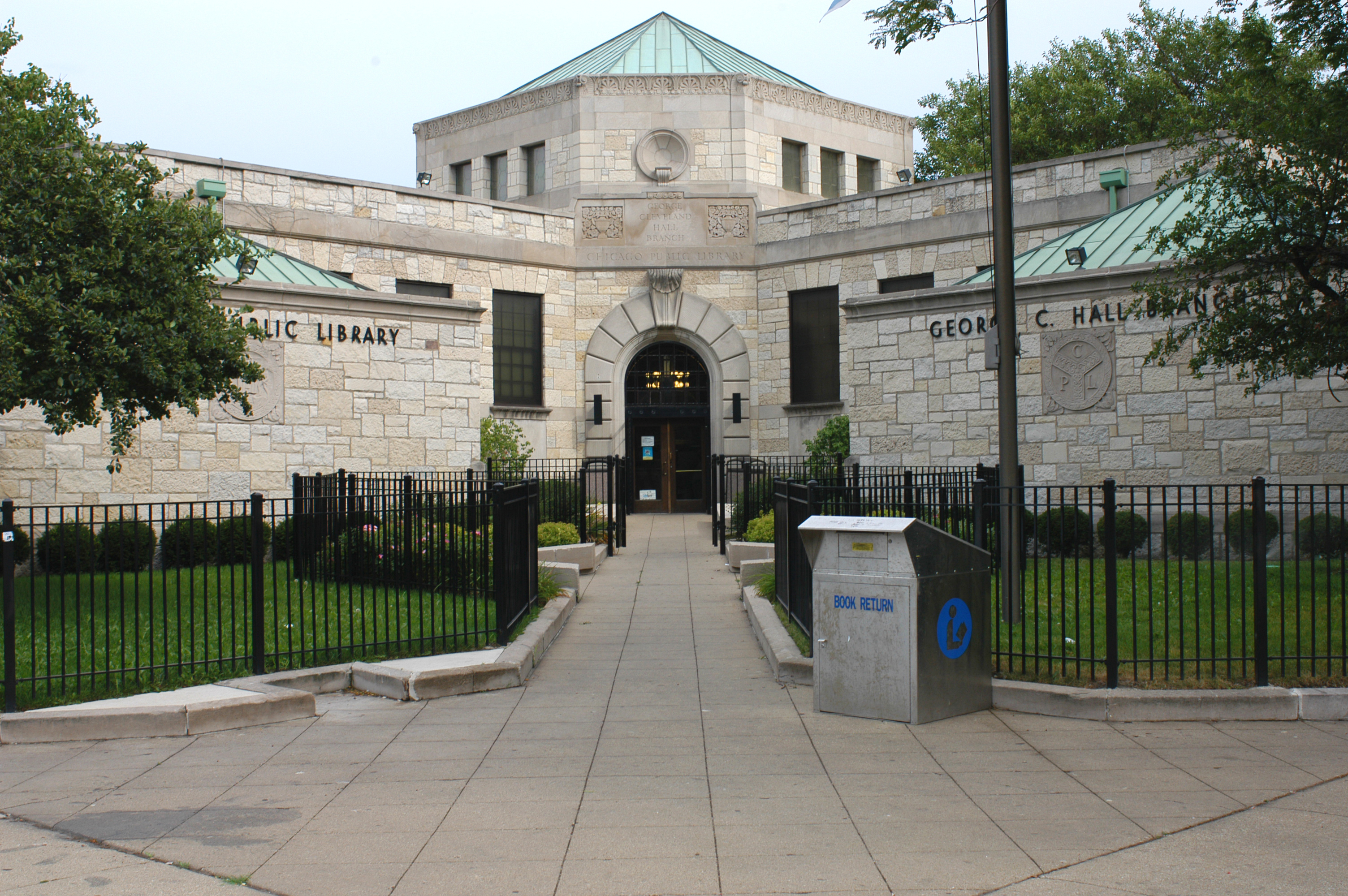
La George C. Hall Library.

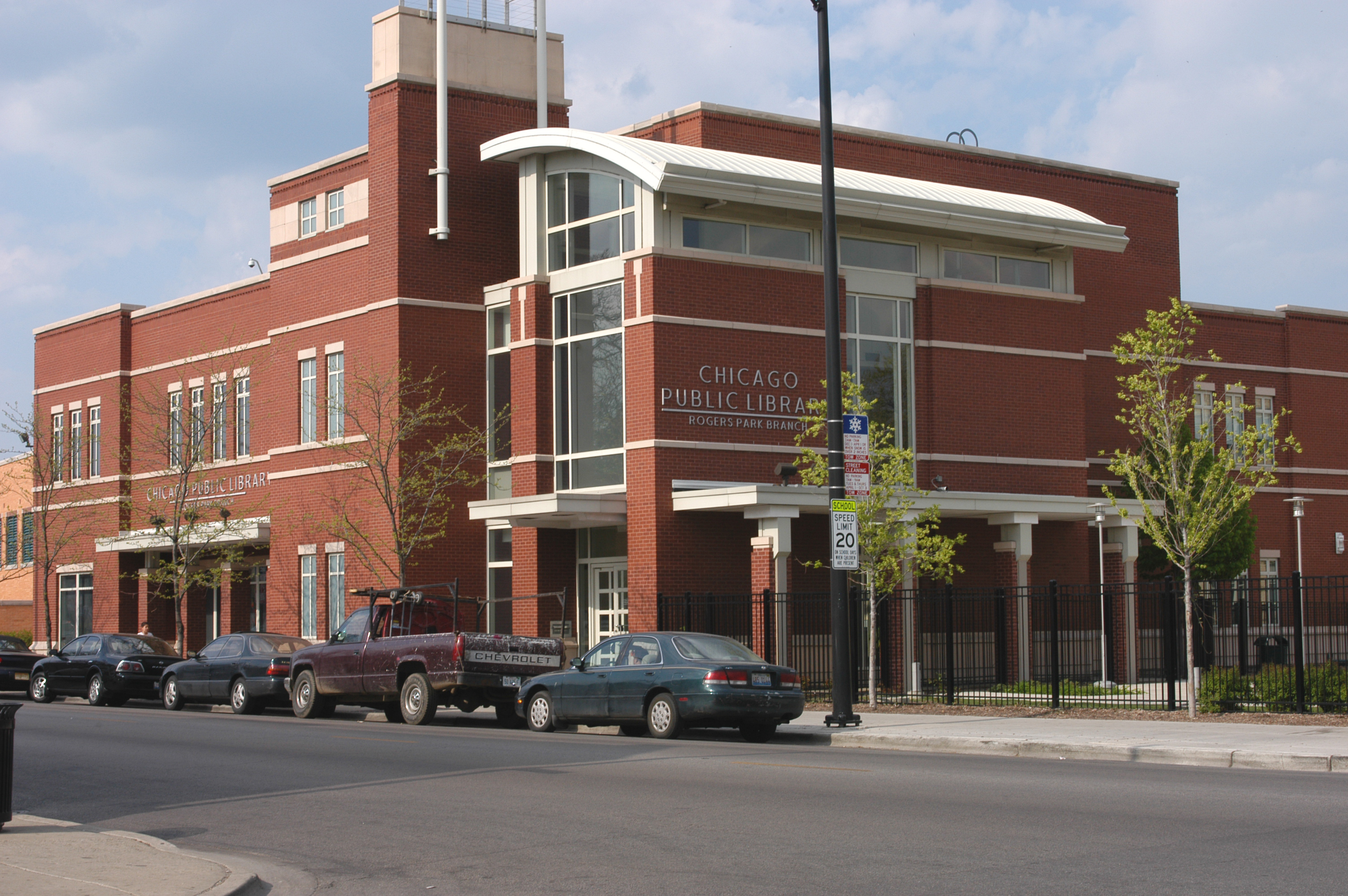
La Rogers Park Library.

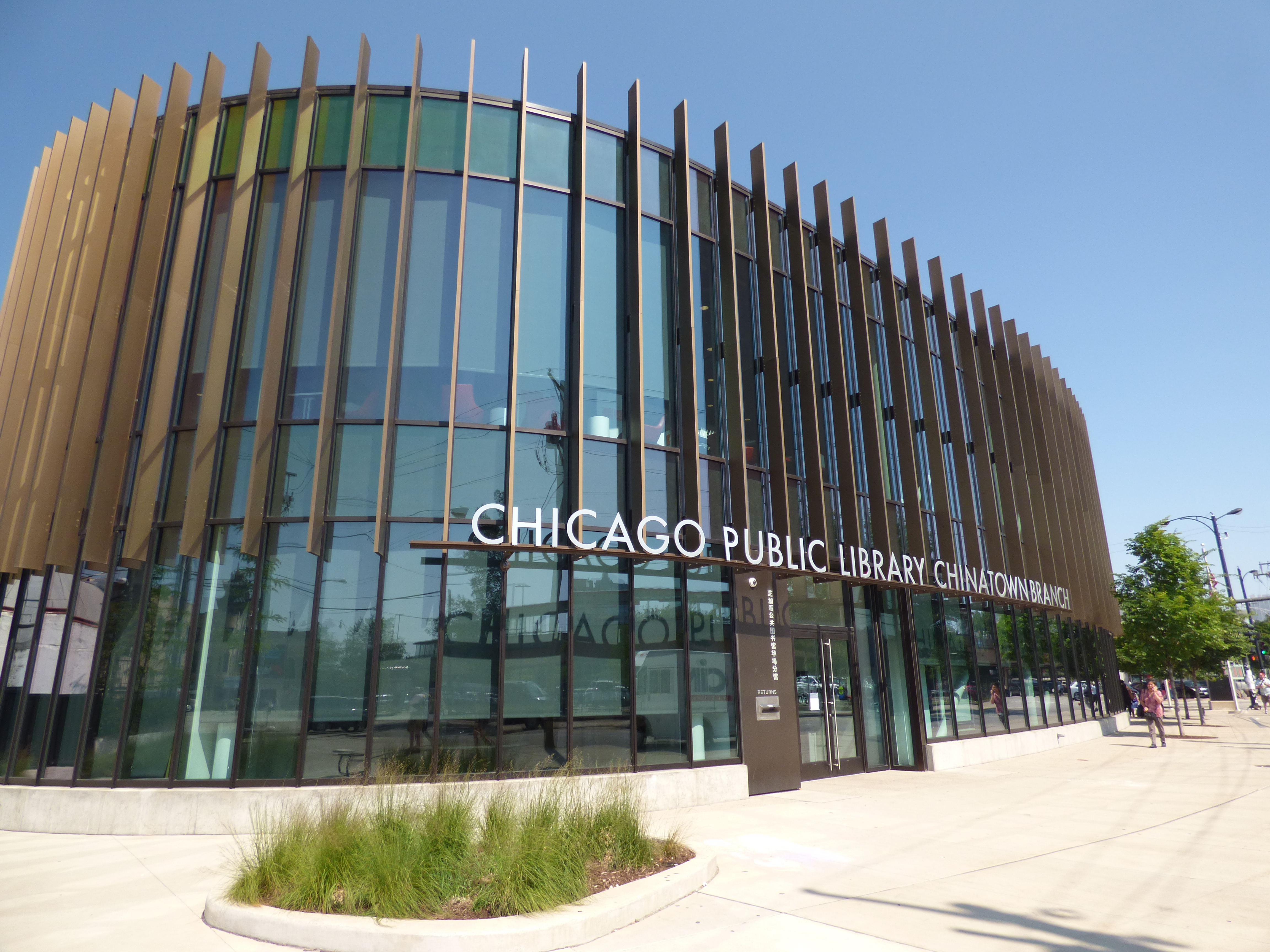
La Chinatown Library.

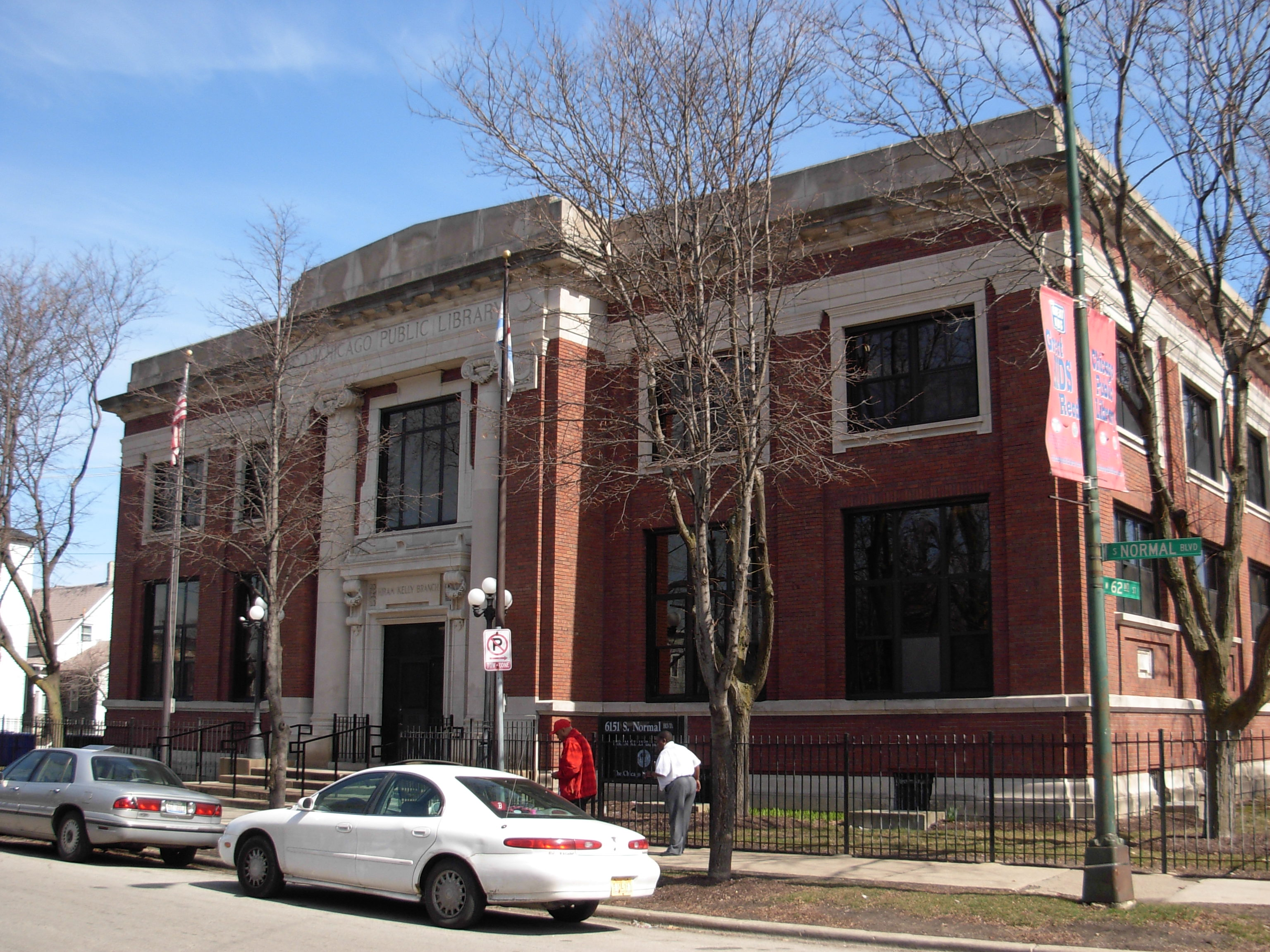
La Kelly Library.

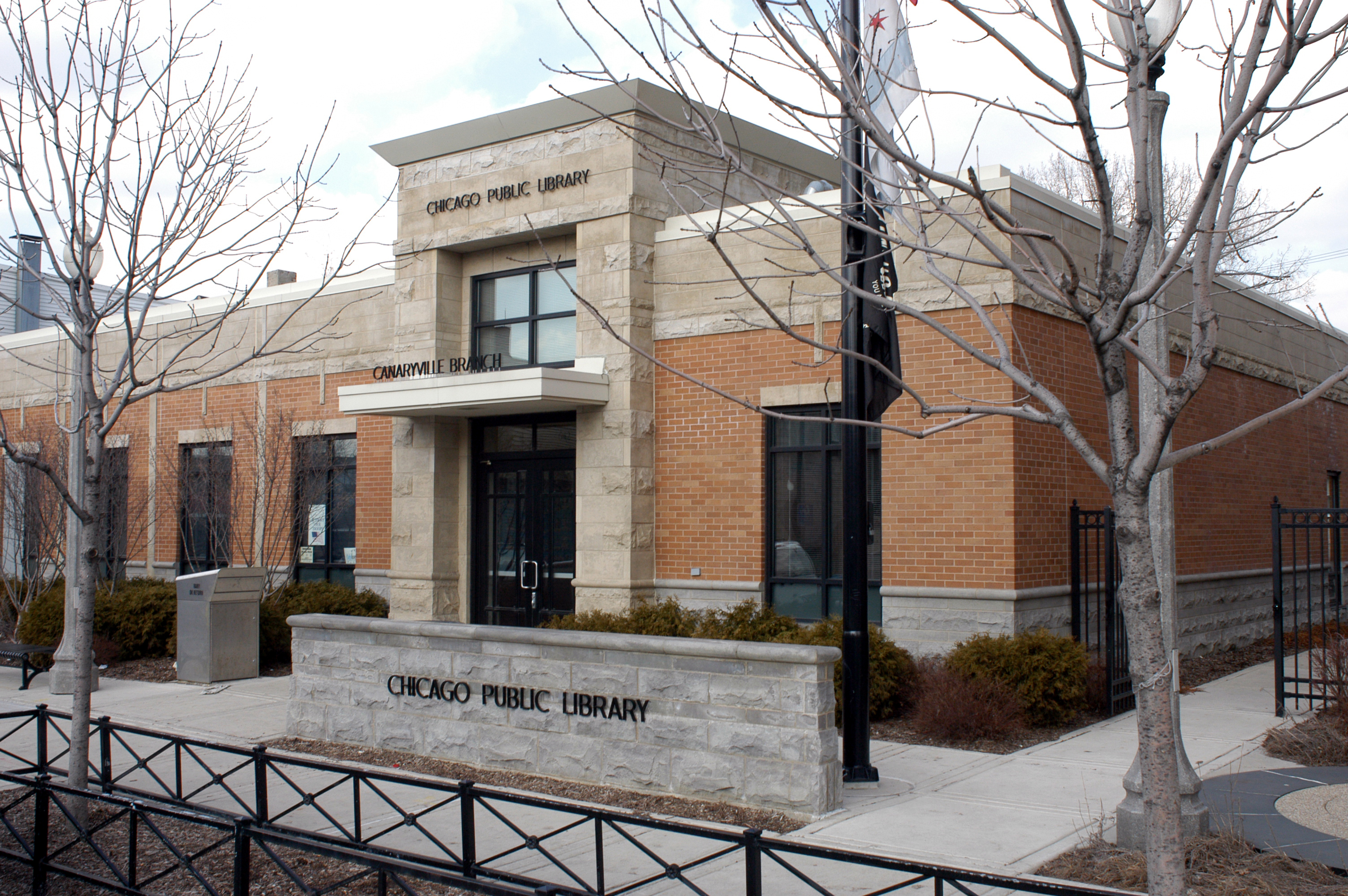
La Canaryville Library.

### Bibliothèque centrale
- Harold Washington Library

### Bibliothèques régionales
- Conrad Sulzer Regional Library
- Carter G. Woodson Regional Library

### Bibliothèques de quartier

#### District nord
- Albany Park Library
- Austin-Irving Library
- Harold Bezazian Library
- Bucktown-Wicker Park Library
- Budlong Woods Library
- Edgebrook Library
- Edgewater Library
- Galewood-Mont Clare Library
- Humboldt Library
- Independence Library
- Jefferson Park Library
- Lincoln-Belmont Library
- Lincoln Park Library
- Logan Square Library
- Mayfair Library
- John Merlo Library
- North Austin Library
- North Pulaski Library
- Northtown Library
- Oriole Park Library
- Portage-Cragin Library
- Roden Library
- Rogers Park Library
- Uptown Library
- West Belmont Library

#### District centre
- Austin Library
- Back of the Yards Library
- Blackstone Library
- Brighton Park Library
- Canaryville Library
- Chicago Bee Library
- Chinatown Library
- Richard J. Daley Library
- Douglass Library
- Gage Park Library
- Garfield Ridge Library
- George Cleveland Hall Library
- Martin Luther King Jr. Library
- Legler Library
- Rudy Lozano Library
- Mabel Manning Library
- McKinley Park Library
- Near North Library
- Roosevelt Library
- Sherman Park Library
- Toman Library
- Water Works
- West Chicago Avenue Library
- West Town Library

#### District sud
- Altgeld Library
- Avalon Library
- Beverly Library
- Brainerd Library
- Chicago Lawn Library
- Clearing Library
- Bessie Coleman Library
- Hegewisch Library
- Jeffery Manor Library
- Kelly Library
- Thurgood Marshall Library
- Mount Greenwood Library
- Pullman Library
- Scottsdale Library
- South Chicago Library
- South Shore Library
- Tuley Park Library
- Vodak East Side Library
- Walker Library
- West Englewood Library
- West Lawn Library
- West Pullman Library
- Wrightwood-Ashburn Library
- Whitney M. Young, Jr. Library